# Kenki Fukuoka
Kenki Fukuoka (福岡 堅樹?, Fukuoka Kenki; Fukuoka, 7 settembre 1992) è un rugbista a 15 ed ex rugbista a 7 giapponese, che gioca nel ruolo di tre quarti ala nei Panasonic Wild Knights in Top League.

## Biografia
Fukuoka militò per quattro anni, a partire dal 2012, nella selezione di rugby a 15 dell'Università di Tsukuba con la quale giocò il campionato universitario giapponese. Nel 2016 fu ingaggiato dai Panasonic Wild Knights per disputare la Top League, competizione in cui fu nominato per due anni consecutivi (2017-2018, 2018-2019) nella formazione ideale nel ruolo di tre quarti ala. Nelle stagioni 2017 e 2018 fece parte della franchigia giapponese di Super Rugby dei Sunwolves.
A livello internazionale, Fukuoka debuttò con il Giappone segnando due mete contro le Filippine in un incontro valido per l'Asian Five Nations 2013, torneo poi vinto dalla selezione nipponica. Nella stessa stagione, durante la sessione di test-match di giugno, scese in campo nella prima vittoria in assoluto della nazionale giapponese contro il Galles. Dopo aver ottenuto un totale di nove presenze nella sua prima annata internazionale di rugby a 15, esordì nel rugby a 7 durante la tappa svoltasi a Tokyo delle IRB Sevens World Series 2013-2014. Il maggio dello stesso anno lo vide partecipare alla vittoria dell'IRB Pacific Nations Cup 2014. Nella stagione successiva, dopo aver conquistato l'Asia Rugby Championship 2015, fu chiamato dal commissario tecnico Eddie Jones nella rosa del Giappone per disputare la Coppa del Mondo di rugby 2015, torneo del quale giocò un solo incontro. Ritornò al rugby a 7 nella prima metà del 2016; dopo essere sceso in campo nella tappa di Singapore delle World Rugby Sevens Series 2015-2016, fece parte della selezione nipponica che arrivò quarta ai Giochi olimpici di Rio de Janeiro. Successivamente ricominciò con il rugby a 15 e fu una presenza costante nella nazionale, con la quale giocò tredici partite in tre anni. Nel 2019 conquistò per la seconda volta la Pacific Nations Cup. In seguito venne convocato per la Coppa del Mondo di rugby 2019, durante la quale saltò uno solo degli incontri che portarono il Giappone alla prima storica qualificazione ai quarti di finale. Al termine del torneo iridato annunciò il suo ritiro internazionale dal rugby a 15 a soli 27 anni. Il suo obiettivo era quello di disputare il torneo di rugby a 7 alle Olimpiadi di Tokyo nel 2020, per poi ritirarsi definitivamente dall'attività sportiva per perseguire l'attività di medico. Il successivo rinvio dei giochi olimpici al 2021 a causa della Pandemia di COVID-19 mise termine alla sua ambizione e alla sua carriera internazionale.

## Palmarès
- Pacific Nations Cup : 2
Giappone: 2014, 2019
- Campionati asiatici : 2
Giappone: 2013, 2015
- Top League: 3
Panasonic Wild Knights: 2015-16, 2021, 2022